# Пиндер, Трой
Трой Милтон Пиндер (англ. Troy Milton Pinder; род. 30 октября 1997, Фрипорт) — багамский футболист, защитник клуба «Вестерн Варриорс» и национальной сборной Багамских Островов.

## Международная Карьера
В мае 2018 года получил вызов в национальную сборную Багамских Островов на отборочный турнир Лиги наций КОНКАКАФ. Дебютировал за сборную 7 сентября 2018 года в матче против сборной Белиза. Первым результативным действием за сборную отличился 16 марта 2019 года против сборной Теркса и Кайкоса, отдав голевую придачу. По итогу Лиги наций КОНКАКАФ осенью 2019 года футболист вместе со сборной занял 1 место в группе Лиге C.
Вместе со сборной отправился на квалификационные матчи на Золотой кубок КОНКАКАФ 2021, однако в первом же раунде 3 июля 2021 года проиграли сборной Гваделупы.
В июне 2022 года вместе со сборной отправился выступать Лиги наций КОНКАКАФ в Лиге B. По итогу турнира смогли сохранить прописку в лиге, заняв 3 место в группе.